# Théorie de l'emprise
En droit public français, la théorie de l'emprise désigne l'ensemble des règles définissant la compétence des juridictions administrative et judiciaire dans le cas d'une dépossession de propriété privée immobilière. L'arrêt de principe est celui du Tribunal des conflits du 17 mars 1949, Société "Hôtel du Vieux-Beffroi". La règle posée par cet arrêt est que "considérant que la protection de la propriété privée rentre essentiellement dans les attributions de l'autorité judiciaire" :
- lorsque l'emprise est régulière : la connaissance des litiges appartient au juge administratif ;
- lorsque l'emprise est irrégulière : un partage des compétences s'opèrent entre le juge administratif et le juge judiciaire.

Depuis une décision du Tribunal des conflits rendu le 9 décembre 2013, cette notion d'emprise est abandonnée. 